# Bah Kerapuh
Bah Kerapuh is een bestuurslaag in het regentschap Serdang Bedagai van de provincie Noord-Sumatra, Indonesië. Bah Kerapuh telt 154 inwoners (volkstelling 2010).